# Frozen Bubble
Frozen Bubble — свободная компьютерная игра для Linux, клон игры Puzzle Bobble. Есть порт под Windows, но требует установки ActiveStatePerl и SDL Perl. Портирована под Android и Symbian, доступна только кампания из 100 уровней.
Написана на Perl, и использует библиотеку Simple DirectMedia Layer (SDL).
Включает 100 этапов и редактор уровней.
Цель игры: сбить все шарики, находящиеся над пингвином. Пингвин стреляет разноцветными шариками из пушки, при попадании на группу из двух или более шариков того же цвета, шарики падают вниз. Во время игры шарики, находящиеся над пингвином, постепенно смещаются вниз, а достижение ими нижней границы игрового поля означает проигрыш. Полностью проиграть невозможно, можно лишь проиграть отдельный уровень — при этом вы начинаете его заново. Сохранение, в отличие от многих других игр, отсутствует, возможна лишь запись результатов. 

Клавиши управления: вверх (выстрелить) влево, вправо (повернуть пушку), вниз (направить пушку вертикально вверх).

## Награды
- 2003 Editors' Choice: Game от Linux Journal[4][5]
- 2004 Readers' Choice: Favorite Linux Game от Linux Journal[6]